# 유곡천 (울산)
유곡천(有谷川)은 울산광역시 중구 유곡동의 새못에서 발원하여 남류하다가 중구 성남동의 태화강으로 흘러드는 하천이다. 일부 구간이 복개되었다.